# Adalsko-etiopská válka
Adalsko-etiopská válka či adalsko-habešská válka (případně etiopsko-adalská atp.) byl vojenský konflikt mezi křesťanským Etiopským císařstvím (Habeš) a muslimským Adalským sultanátem v letech 1529 až 1543. Křesťanské etiopské jednotky tvořili Amharové, později rovněž jejich spojenci Tigrajové a Agawové. Ke konci války se Habešané mohli spoléhat i na několik set portugalských mušketýrů. Na druhé straně adalské vojsko se skládalo z příslušníků vládnoucích Hararů (známých formálně jako Harla) a jejich koaliční armády tvořené Somálci, Afary, Argobby, Hadijci a desetitisíci tureckých a arabských ozbrojenců, kteří se k adalským přidali již na počátku bojů. Na obou stranách rovněž čas od času bojovali etiopští majští žoldáci.

## Pozadí
Imám a generál Ahmad ibn Ibráhím al-Gází (Ahmad Graňň) byl vojenským vůdcem Adalského sultanátu v severní části Afrického rohu. V letech 1529 až 1543 se pustil do dobývání Habeše (Etiopie) (Futuh al-Habaš‎), při němž si podmanil tři čtvrtiny křesťanské Habeše. Al-Gázího vojsko složené z Afarů, Hararů a Somálců a vyzbrojené luky a šípy a jejich osmanští spojenci téměř vyhladili starobylé Etiopské království. Habešanům se však podařilo zajistit si pomoc portugalského expedičního sboru, jemuž velel druhý syn mořeplavce Vaska da Gamy Cristóvão da Gama, a udržet si tak samostatnost. Obě strany vyčerpaly během těchto bojů své materiální a lidské zdroje, což vedlo k jejich oslabení a budoucí změně poměru sil v oblasti. Podle řady historiků mají nepřátelské etiopsko-somálské vztahy svůj prapůvod právě v této válce.  Někteří badatelé rovněž tvrdí, že se v tomto konfliktu potvrdila opodstatněnost používání palných zbraní, jako byly muškety s doutnákovým zámkem, kanóny a arkebuzy, oproti tradičním zbraním.

## Průběh války
Dne 9. března 1529 zvítězily adalské jednotky generála Ahmada ibn Ibráhíma al-Gázího nad početně silnějším habešským vojskem pod vedením císaře Dawita II. (Lebna Dengel) v bitvě u Šimbry Kure ve střední Etiopii. Adalci sice zvítězili za cenu značných ztrát, ale vítězná bitva upevnila morálku jejich vojska a poskytla důkaz, že mohou vzdorovat i větší habešské armádě. 
V roce 1531 dosáhlo adalské vojsko dalších dvou vítězství, díky nimž získalo převahu nad císařskou armádou. První bitva se uskutečnila u Antukje asi 90 km na jih od jezera Hajk. Adalská dělostřelba na jejím počátku zabila asi tisícovku habešských vojáků, načež zbytek vojska zpanikařil a vzal do zaječích. Druhá bitva proběhla 28. října u Ambasselu, kde imámovo vojsko doslova rozprášilo habešskou armádu a zmocnilo se části císařských klenotů. Díky těmto vítězstvím se imámovu vojsku otevřela cesta na Etiopskou vysočinu, kde vojáci začali okamžitě drancovat a ničit a vypalovat kostely včetně kostela Atronsa Maryam (Trůn Panny Marie) v Amharsku, kde byly uloženy ostatky několika habešských císařů.
Dawit II. (Lebna Dengel) zemřel v roce 1540. Rok před jeho smrtí byl jeho syn a budoucí císař Minas zajat vojáky Ahmada ibn Ibráhíma al-Gázího. Jeho matka, císařovna Seble Wongel, proti tomu nemohla nic dělat, protože pobývala v obleženém hlavním městě. 
Dne 2. února 1542 se mušketýrům z portugalského expedičního sboru podařilo v bitvě u Amba Senaytu (Baçente) dobýt důležitou adalskou pevnost. V první polovině dubna, přesněji mezi 4. a 16. dubnem, pak dosáhli dalšího vítězství v bitvě u Džarte, kde přemohli početně silnějšího protivníka, přičemž Cristóvão da Gama i Ahmad ibn Ibráhím al-Gází utpěli střelné zranění. Generál al-Gází poté za vydatné osmanské pomoci porazil 28. srpna Portugalce v bitvě u Wofly (dnešní distrikt Ofla v Etiopii). Muslimům se přitom podařilo zajmout samotného Cristóvãa da Gamu, a jelikož odmítl přestoupit na islám, popravili ho.
Panovník eritrejského království Medri Bahri král Yeshaq nejenže zásoboval Portugalce potravinami a umožňoval jim budovat si ležení na vhodných místech, ale poskytoval jim i informace o zemi.  Se svými 500 mušketýry se také připojil k vojsku císaře Gelawdewa a Portugalců v rozhodující bitvě u Wayna Daga východně od jezera Tana, která proběhla 21. února 1543. Podle tradice při ní byl Ahmad ibn Ibráhím al-Gází střelen do hrudi portugalským mušketýrem Joãem de Castilhem, který se sám vrhl do muslimských linií a z bezprostřední blízkosti na imáma vypálil. Vzápětí byl sám zabit. Zraněného imáma poté sťal velitel etiopské jízdy Azmach Calite. Jakmile se imámovi vojáci dozvěděli o jeho smrti, prchli z bojiště. Smrt imáma al-Gázího a vítězství etiopsko-portugalských sil u Wayna Daga mělo za následek zhroucení adalského vojska a stažení adalců z etiopského území. Tak skončila adalsko-etiopská válka. Zanedlouho však došlo k opětovnému obnovení bojů, byť v mnohem menším měřítku.
Vůdcem adalských sil se po svém strýci Ahmadu ibn Ibráhímovi al-Gázím stal emír Nur ibn Mudžahid. Svoji pozici si ještě upevnil tím, že se oženil s al-Gázího ženou Bati del Wambara. Dne 23. března 1559 porazilo emírovo vojsko armádu císaře Gelawdewa v bitvě v provincii Fatagar. Císař Gelawdewos neboli Klaudius, trůnním jménem Asnaf Sagad I., v této bitvě padl. Adalci poté vyplenili habešské město Waj.
V téže době vyplenil habešský generál Ras Hamalmal adalské hlavní město Harar, zajal sultána Barakata ibn Umara Dina, který město se svým vojskem hájil, a popravil ho, čímž ukončil vládu dynastie Walašma.
Po svém návratu do vypleněného Hararu vystavil emír Nur ibn Mudžahid hlavu zabitého habešského císaře Gelawdewa veřejnosti na odiv jako projev svého triumfu.

## Dozvuky
Historik Mohammed Hassen věrohodně dokázal, že adalsko-etiopská válka značně oslabila obě zúčastněné strany a umožnila tak Oromům, aby se přesunuli do oblasti Wollega na jih od Modrého Nilu a východně od Hararu, kteréžto území historicky patřilo dnes již zaniklému národu Gafatů.